# Brtnice
Brtnice (dříve též Trhová Brtnice, německy Pirnitz) je město na východě okresu Jihlava v Kraji Vysočina. Leží na silnici II/405 asi 14 km od Jihlavy a 21 km od Třebíče v průměrné výšce 515 m n. m. Je součástí Mikroregionu Černé lesy. Brtnice byla městysem a 27. března 2000 získala status města. Žije zde přibližně 3 800 obyvatel. Městem protéká řeka Brtnice a jeho historické jádro je městskou památkovou zónou.
První písemná zmínka pochází z roku 1234, vesnice ale byla pravděpodobně založena již ve 12. století. Po několikeré změně majitele se Brtnice na dalších více než 200 let stala majetkem lomnické větve Valdštejnů. Po Bílé hoře získal panství benátský rod Collaltů a držel jej až do roku 1947, kdy bylo zkonfiskováno státem. Další etapa rozvoje následovala od roku 1980, kdy se Brtnice stala střediskovou obcí a byla zahájena výstavba místní části Nová čtvrť. Po roce 1989 byla postavena čistírna odpadních vod, rekonstruována kanalizace, došlo k opravě historických památek a městského majetku celkově, a také postavena nová obytná lokalita Niva.
Město Brtnice obdrželo v roce 2019 ocenění Historické město roku za rok 2018. Ocenění dostalo za nejlepší péči o památky.
Sousedními obcemi sídla jsou Opatov, Bítovčice, Cerekvička-Rosice, Kamenice, Kněžice, Číchov, Čížov, Puklice, Luka nad Jihlavou, Stonařov, Bransouze, Brtnička, Radonín, Horní Smrčné a Chlum.

## Název
Název Brtnice souvisí s lesním včelařstvím a mohl vzniknout dvěma způsoby:
1. název se skládá z adjektiva „brtná“, což označuje ves, ve které stávaly brtě (dutiny stromů, ve kterých žily včely a shromažďovaly med) a přípony ‑ice.
2. jde o hydronymum, Brtnice tedy byla pojmenována jako „řeka tekoucí brťovým lesem“ a osada převzala její jméno.

Do němčiny bylo jméno Brtnice přejato v podobě Pürnitz (později Pirnitz) a odtud také do latiny Purnicz nebo Pirnicz. Židovský název města v hebrejštině zní בארטניץ.

## Historie

### Osídlení
Brtnice a kraj kolem ní nepatřil k území obývanému člověkem v mladší době kamenné, hlavně z důvodů drsných klimatických podmínek (roční srážky v rozmezí 600–700 mm, průměrná lednová teplota −4 °C a červencová 16 °C) a velmi hustého zalesnění. Přestože oblast nebyla trvale obydlená, pravěký člověk do ní občas pronikl, jak o tom svědčí nález broušených kamenných nástrojů z mladší doby kamenné v oblasti Jestřebí a Luk nad Jihlavou. Kamenný provrtaný mlat o délce 11 cm a průměru provrtu 5 cm byl nalezen u obce Jestřebí v roce 1935. Stejný nástroj byl nalezen také v lese u Luk nad Jihlavou, nelze ovšem vyloučit, že se oba nástroje do oblasti dostaly jako tzv. hromové hlíny. V období laténském a římském vedla pravděpodobně přes les mezi Čechami a Moravou komunikace, která spojovala oblasti Vindobony a Polabí, což dokumentují nálezy mincí z této doby. Tyto ojedinělé nálezy nemají velkou vypovídací hodnotu, ale jejich výskyt odpovídá předpokládané středověké trase Haberské stezky. Trasa samotná patrně vedla od Moravských Budějovic přes Heraltice a Brtnici k Lukám, kde se nacházel brod přes řeku Jihlavu, a dále k Polné. V Brtnici samotné byla v roce 1892 nalezena zlatem plátovaná keltská mince, která patří k nejstarším keltským mincím, a její používání spadá do 3.–1. století př. n. l.
V období zániku římské říše a tzv. stěhování národů se tato trasa přestala užívat a upadala. Další zprávu o ní pravděpodobně přinesla až Kosmova kronika česká v popisech událostí kolem boje o pražský knížecí stolec z roku 1101. V 11.–12. století Brtnicko náleželo bítovskému panství. Prvotní osídlování oblasti začalo od soutoku řek Rokytné a Rokytky směrem na sever a severovýchod, rovněž lze prokázat staré spojení mezi Brtnicí a Jihlavou Haberskou stezkou. Druhá vlna kolonizace probíhala podél řeky Jihlavy, hlavně na jejím levém břehu. Kdy přesně před rokem 1200 zdejší osídlení vzniklo určit nelze, ale patrně to příliš hluboko nebylo.
Brtnice samotná vznikla na březích řeky Brtnice v místech, kde se údolí zhruba v délce dvou kilometrů rozšiřuje. První písemné zprávy o osídlení oblasti pocházejí z první poloviny dvacátých let třináctého století ze zpráv přibyslavického faráře, ale tyto dokumenty se zachovaly pouze ve formě opisů. Za první doložitelný dokument, ve kterém je Brtnice zmíněna, je pokládána listina vydaná markrabětem Přemyslem a potvrzená olomouckým biskupem Robertem i králem Václavem I. z 31. října roku 1234. V té dal Přemysl na prosbu své matky Konstancie Uherské nově založenému řádu cisterciaček v Předklášteří u Tišnova mimo jiné Trhovou Brtnici, Bransouze, Číchov, Jestřebí, Uhřínovice, Příseku, Malé a Smrčné se Lhotou, a také dnes již zaniklé Ostejkovice a Doubkov. Platnost listiny potvrdil o rok později papež Řehoř IX. a znovu jsou zde ony vesnice vyjmenovány.

### 13. a 14. století
O pár let později bylo objeveno v Jihlavě stříbro, takže mezi roky 1238–1240 vyměnil král Václav I. Jihlavu a Brtnici s okolními obcemi klášteru za jiné statky. Brtnice se díky výhodné poloze stala centrem oblasti a vyrostly v ní významnější stavby: nejprve hospoda pro kupce a cestující nebo komenda johanitů, později kostel sv. Jakuba a farní obvod. Rozvoj zemědělství, rozšíření řemeslné výroby a směna za peníze vedly k expanzi vesnice, rozvíjela se textilní výroba a zpracování kůží, potravinářství, hrnčířství a ostatní obory. Koncem 13. století rostlo pnutí v zemi díky feudálním sporům a tím pádem i nebezpečí pro Brtnici, která se nacházela na klíčové Haberské stezce. Za zmínku stojí dvě události této doby: 18. listopadu 1280 zde tábořil římský král Rudolf Habsburský, 27. října 1304 jeho syn Albrecht I. Habsburský na ústupu z Čech. Velmi pravděpodobně tudy směřovala další vojenská tažení, ale o těch se písemné záznamy nedochovaly.
V první polovině 13. století změnila Brtnice několikrát majitele, protože se dostala do zástavy. Janu Jindřichovi, bratrovi Karla IV., se podařilo získat zastavené statky zpátky pod svou kontrolu a připojil k nim i hrad Rokštejn. Ten postavil rod Střížovců (Hrutovici) v sedmdesátých a osmdesátých letech na pravém břehu řeky Brtnice nedaleko obce Střížov. Hrad změnil několikrát majitele, až se ho ujal Hynek z Valdštejna a v roce 1399 k němu skoupil okolní vesnice.

### 15. století – Bílá hora

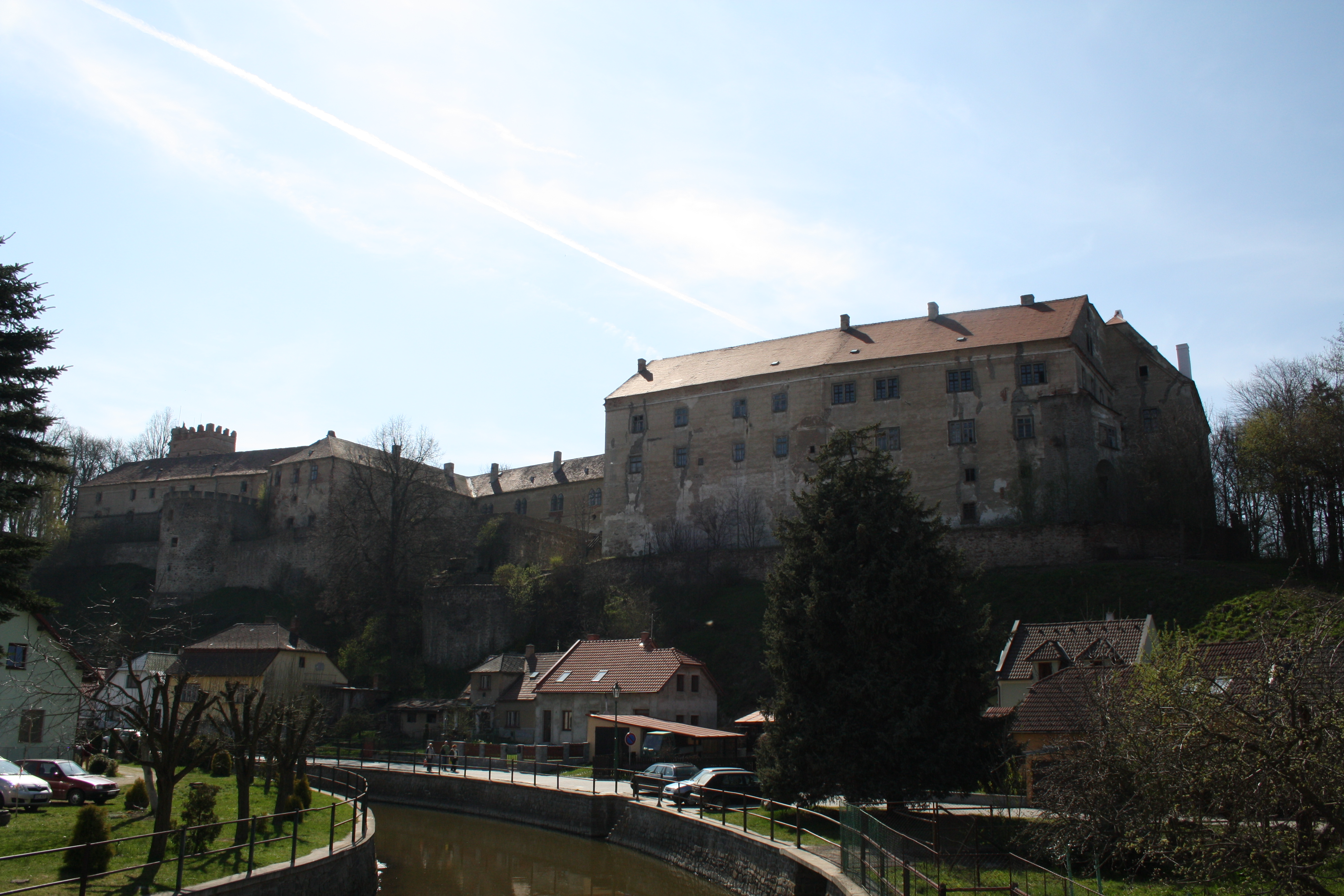
Brtnický zámek, ulice Pod zámkem a řeka Brtnice z pohledu z mostu na Legionářské ulici

Není známo přesné datum, kdy se Valdštejnové ujali samotného brtnického panství, ale dá se předpokládat, že ve stejném roce jako Rokštejna nebo krátce poté. Oficiálně se udává rok 1410. Během husitských válek podporovali Valdštejnové a okolní šlechta husity, což se samozřejmě nelíbilo protihusitské Jihlavě. Hlavním centrem odporu v kraji byl hrad Rokštejn, což vedlo k útoku na něj a následnému rozboření někdy mezi roky 1423–1436. Hrad ještě v době fungování přestával vojensky i ekonomicky stačit nový požadavkům, takže byl rozbořený ponechán svému osudu. Zdeněk z Valdštejna začal se stavbou nového hradu přímo v Brtnici, což se nelíbilo Jihlavě, která se snažila stavbu u moravského markraběte zastavit, ale již v roce 1444 byl brtnický hrad zmíněn v rozhodčí výpovědi mezi Zdeňkem a Jindřichem z Valdštejna.
V následujících letech zažila Brtnice hospodářský vzestup a roku 1486 byla na žádost Hynka Brtnického z Valdštejna a rozhodnutím Matyáše Korvína povýšena na městečko a bylo jí uděleno právo dvou trhů (jeden na sv. Filipa a Jakuba a druhý na sv. Václava). Po roce 1425 se v Brtnici usadili Židé vyhnaní z Jihlavy. Panství i nadále prosperovalo, ale stále byly vidět následky Česko‑uherských válek, o nichž informuje urbář z roku 1533–38: opuštěných zůstalo 15 vsí a 39 gruntů. Brtnice měla v té době 500–550 obyvatel, masný krám, lázně a 2 pivovary. Probíhala také přestavba gotického hradu na renesanční zámek pod vedením italského architekta Baltazara Maggi de Ronio, která byla ukončena v roce 1593. Hynek také kolem roku 1588 nechal postavit v sousedství zámeckého areálu kostel sv. Matouše. Po Hynkově smrti roku 1596 přebral vládu nad panstvím syn jeho bratra Jindřicha, Zdeněk. Ten byl, stejně jako Hynek protestant. Ale na rozdíl od něj byl mnohem razantnější v politice a tak se stal jedním z moravských direktorů (správců), kteří roku 1619 vedli české stavovské povstání. Po porážce byl Zdeněk Brtnický z Valdštejna odsouzen ke ztrátě cti, majetku i hrdla, ale rozsudek byl změněn na doživotí na Špilberku. Zemřel 24. června 1623, brtnické panství mezitím 2. dubna 1623 získal z rukou císaře Ferdinanda II. hrabě Rombaldo XIII. Collalto et San Salvatore.

### Panování rodu Collaltů

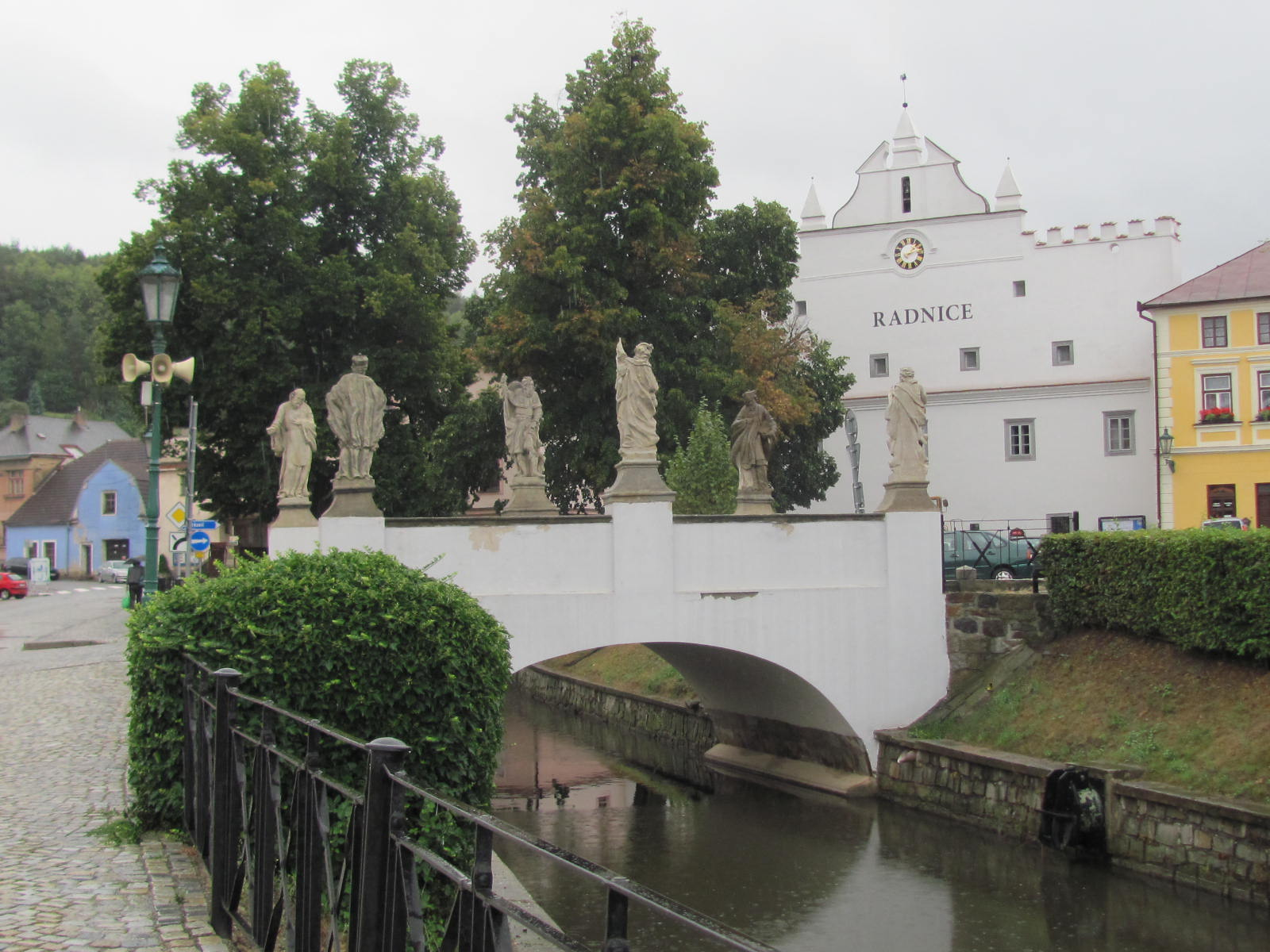
Most a náměstí v Brtnici

Události třicetileté války měly na Brtnicko katastrofální dopad. Došlo ke konfiskacím majetku a jeho přesunu do rukou cizinců. Kraj ničily přesuny vojska, rabování vojáků, násilná rekatolizace a morové epidemie. Roku 1637 řádil v Brtnici požár, kterému podlehlo 59 domů, kostel a fara. V březnu 1645 městečko ovládali Švédové, několikrát ho přepadli, 1. října 1646 vyhodili do vzduchu hradby a zapálili městské brány. V prosinci 1647 odešli, ale náprava škod trvala další desítky let.
Panství sice postihla v letech 1679–80 a 1715 morová epidemie, při které zemřelo přes 200 obyvatel, ale obnova stále pokračovala. Roku 1685 byla postavena kaple, ve čtyřicátých letech 18. století byly vyzdobeny oba mosty barokními sochami. Rozvíjela se kultura i služby: byla rozšířena zámecká knihovna, vznikly hudební spolky, od roku 1706 působil v Brtnici lékař, roku 1792 byla postavena budova školy. Rostl také počet židovských obyvatel i jejich vliv na hospodářství oblasti. Stále se dařilo řemeslům (např. hrnčířství), roku 1733 byla potvrzena městečku privilegia císařem Karlem VI. Další velký požár vypukl v roce 1760 v pivovaru a postupně mu podlehlo téměř celé městečko, včetně zhruba 200 budov, část zámku, klášter, oba kostely a fara s archivem.
V druhé polovině 18. století se začaly projevovat tereziánské a josefínské reformy: byl zaveden toleranční a robotní patent, zrušeno nevolnictví, zavedena nová právní a hospodářská agenda. Více prostoru dostalo lesní hospodářství a pěstování brambor, zvýšila se produkce obilí a hrachu. Ve 40. letech 19. století žilo v Brtnici 3 563 obyvatel, ale postupem času se jejich počet snížil až na 3 tisíce v roce 1910. V důsledku toho zaniklo soukenictví, tkalcovská výroba, papírna a mlýn na výrobu střelného prachu.

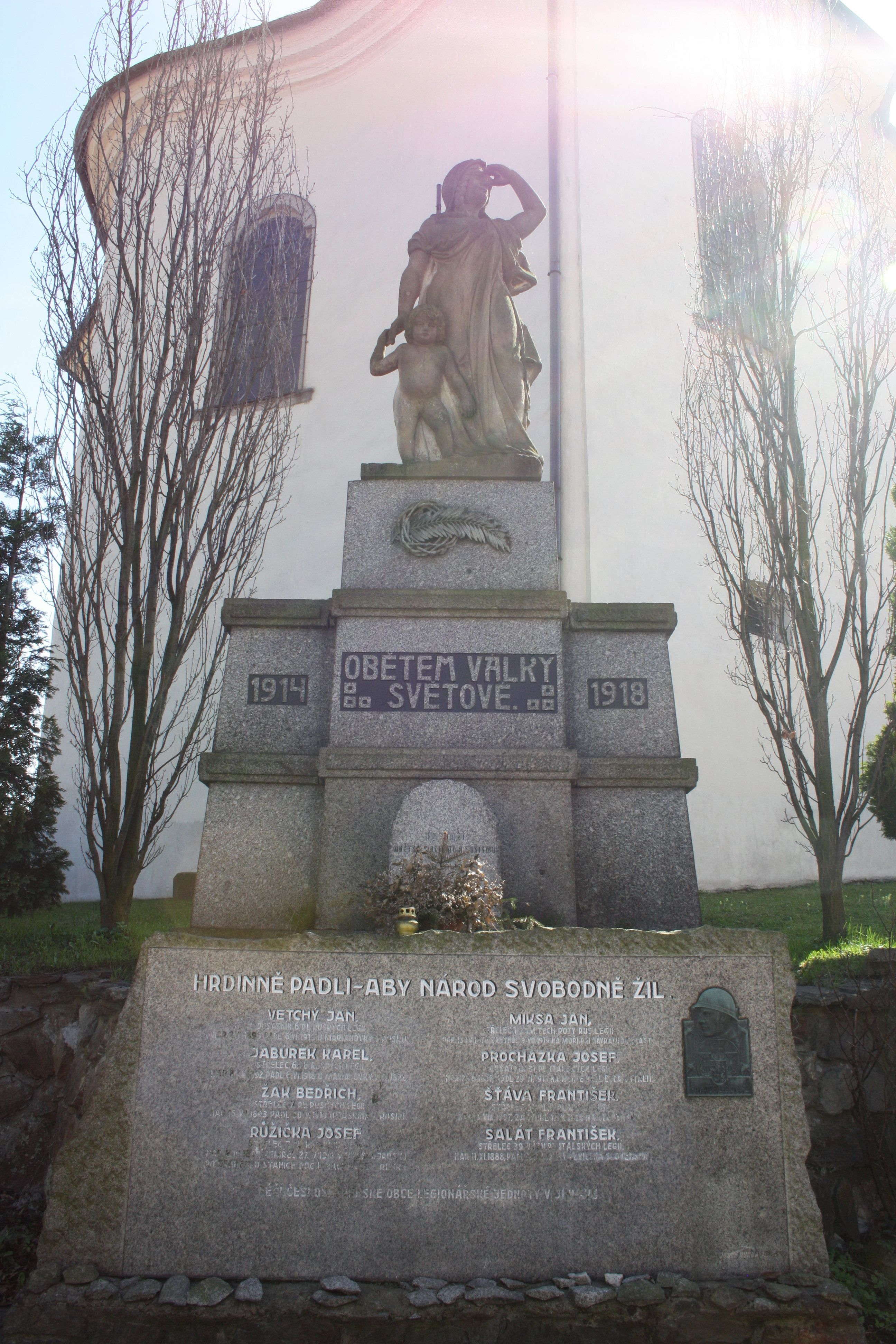
Památník obětem první světové války

Po první světové válce vzniklo mnoho občanských sdružení např. Sokol, Orel nebo Junák včetně hudebních a kulturních spolků. I přes hospodářskou krizi bylo toto období klidné, charakterizované vznikem malých a středních podniků v tradičních oborech jako koželužství, obuvnictví, dřevozpracování a dalších. Před i po druhé světové válce pokračoval úbytek obyvatelstva z důvodů válečných útrap a nedostatku zaměstnání, protože v Brtnici chyběl těžký průmysl. Postupný odchod židovského obyvatelstva do nedaleké Třebíče od roku 1848 a jejich deportace do koncentračních táborů snížily počet obyvatel v městečku až na 1 996 v roce 1980.

### Moderní dějiny
V roce 1947 byl státem zkonfiskován velkostatek a zámek rodu Collaltů, později byla provedena kolektivizace, což znamenalo zánik soukromého podnikání v zemědělství, tak typického pro Brtnici a okolí. Roku 1980 se Brtnice stala střediskovou obcí, a v souvislosti s tím bylo rozhodnuto o stavbě nového sídliště podél silnice směrem na Jihlavu, mateřské a základní školy, nákupního střediska, kina a průmyslových provozů. Na druhou stranu většina historických památek chátrala, synagoga byla v roce 1988 zbourána a na jejím místě dnes stojí obchodní středisko. Zdaleka nejhůře dopadl zámek, který v době komunistického režimu neměl žádné využití a chátral.
Po roce 1989 se do obce vrátilo drobné podnikání, pokračovala výstavba nových domů a počet obyvatel se zvýšil až na 2 410 v roce 2006. Začala obnova památek, opravy vodovodních a kanalizačních potrubí, výstavba čističky odpadních vod a celkové zkrášlení vzhledu obce. Na druhou stranu téměř úplně zmizel kožedělný průmysl. Rozhodnutím předsedy Poslanecké sněmovny Parlamentu ČR Václava Klause ze dne 27. října 2000 se Brtnice stala městem. Bohužel nevyjasněné majetkové vztahy a dlouhotrvající soudní spor jsou příčinou stále se horšícího stavu dominanty města, Brtnického zámku.

## Přírodní poměry
Brtnice se nachází na západě Moravy ve východní části okresu Jihlava, blízko hranic okresu Třebíč v kraji Vysočina. Leží na silnici II/405, zhruba ve dvou pětinách vzdálenosti mezi Jihlavou a Třebíčí.
Střed města leží na březích řeky Brtnice v nadmořské výšce 510–515 metrů v místě, kde se údolí v délce přibližně dvou kilometrů rozevírá. Zbytek města se rozkládá podél cest na přilehlých kopcích a návrších Brtnické vrchoviny, z nichž stojí za zmínku Strážka (610 m n. m.) na jihovýchodě, Strážnice (602 m n. m.) na severovýchodě nebo Brtnický vrch (646 m n. m.) na západě. Směrem na sever se krajina otevírá a nejvyšším vrcholem je až Katova hora (635 m n. m.) nad Komárovicemi. Hlavní řekou je Brtnice, do které se před městem v oblasti Rychlovského rybníka vlévá Rychlovský potok, ve městě samotném Rokštejnský potok (od roku 1982 zaklenutý) a Špitálský potok v oblasti Šamonín. Protože se v minulosti provozovalo v oblasti rybníkářství a znovu se rozmáhá, nachází se zde množství vodních ploch. Největší je již zmíněný Rychlovský rybník o rozloze 7 hektarů, dále systém tří rybníků – Fluska, Zámecký rybník, Štičí rybník, a na Špitalském potoku rybník Obora a nově vybudovaná revitalizační nádrž Šamonín. Do roku 2014 v oblasti rybníků Šamonín a Obora působila skládka, na kterou byly od rou 1960 ukládány odpady ze zpracování fotografických materiálů z podniku Sběrné suroviny v Uhřínovicích, ta byla zlikvidována a je nadále sledována.
Kopcovitý povrch Brtnické vrchoviny byl až téměř do středověku pokryt hustým pomezním hvozdem mezi Čechami a Moravou. Ten tehdy tvořily převážně buky, které přecházely v lesy jedlo‑bukové a pouze vrcholky okolních kopců byly zalesněny smrkovo‑bukovým porostem. Bříz bylo celkem málo a byly spíše na stráních u potoků ve směsi s vrbami a olšemi. Z tohoto lesa se do dnešních dob zachovaly pouze zlomky, především je to oblast Černých lesů na východě a stromy v údolí řeky Brtnice na severu a severovýchodě. Údolí Brtnice je dnes přírodní rezervací, důvodem ochrany je zachování a udržení vysokých přírodních a krajinářských hodnot jako ojedinělého geomorfologického fenoménu s velkou diverzitou a zabezpečení podmínek pro trvalou existenci populací ohrožených taxonů.

## Obyvatelstvo

Věková struktura obyvatel obce Brtnice roku 2011

### Složení obyvatel
Podle Sčítání lidu, domů a bytů 2001 v České republice žilo v Brtnici a připojených obcích celkem 3 656 obyvatel, z nichž se k české národnosti hlásilo 3 394, moravské 117, slovenské 27, ukrajinské 3 a po jedné romské, polské a německé.
Vývoj počtu obyvatel od poloviny 19. století:
| Rok                                   | 1843 | 1869 | 1880 | 1900 | 1910 | 1921 | 1930 | 1961 | 1980 | 2000 | 2006 |
| ------------------------------------- | ---- | ---- | ---- | ---- | ---- | ---- | ---- | ---- | ---- | ---- | ---- |
| Počet obyvatel (bez připojených obcí) | 3563 | 3048 | 3162 | 3003 | 3007 | 2785 | 2551 | 2045 | 1996 | 2325 | 2410 |

### Náboženství
Jako první zde měli pravděpodobně opevněné rytířské sídlo Johanité. Farní kostel sv. Jakuba v gotickém stylu již stál ve 13. století, mezi roky 1776–1784 byl po požáru přestavěn do barokní podoby a zasvěcen též svatému Jakubovi Většímu.

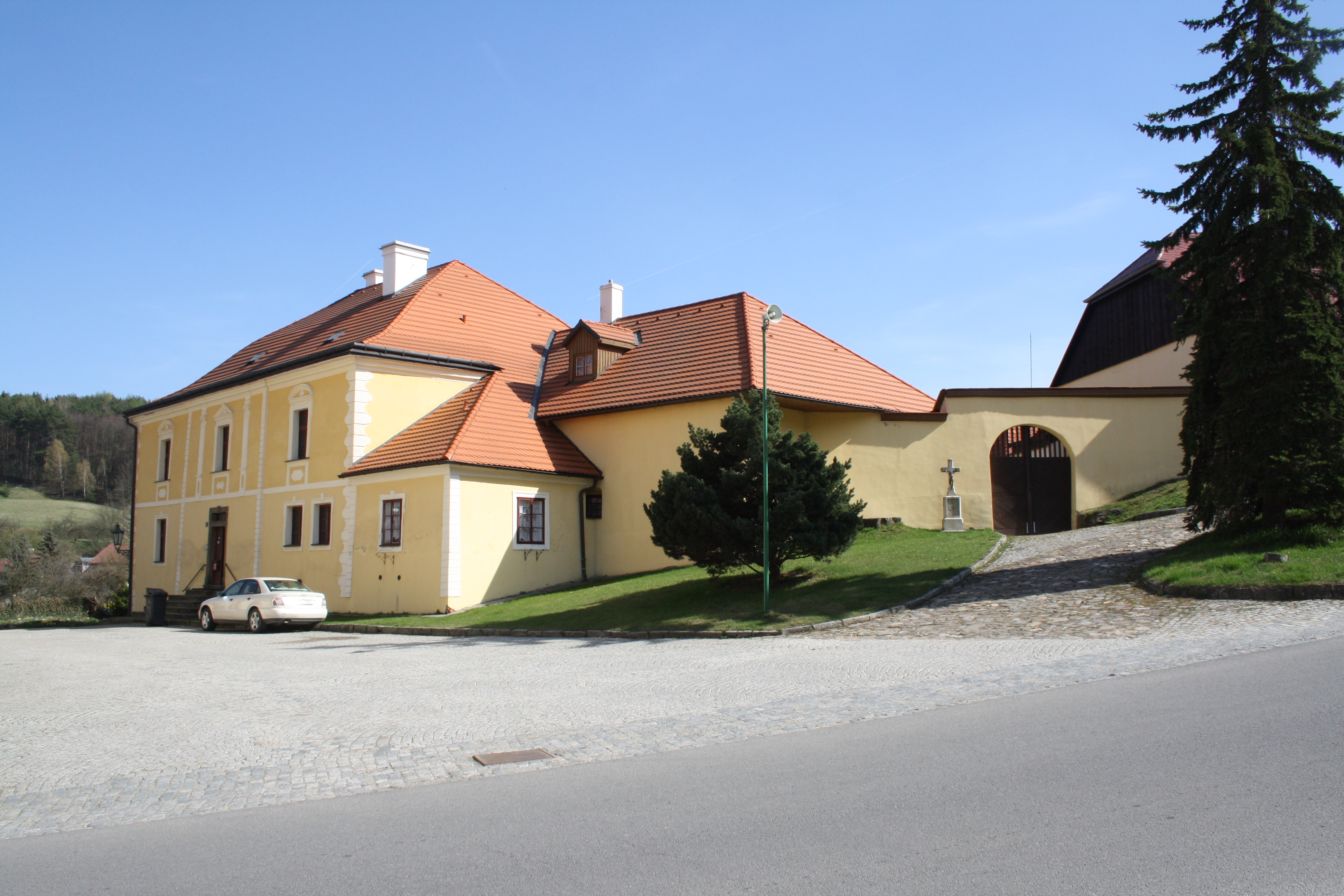
Fara

O historii brtnické fary se toho mnoho neví. V 16. století zde působila Jednota českých bratří, poté Matyáš Chytraeus, který hlásal učení Lutherovo a Melanchthonovo. Prvním katolickým farářem byl Jan Chytraeus, poté přišli do Brtnice jezuité z Jihlavy. Ti konali misie až do roku 1634, kdy katolicismus v Brtnici definitivně zvítězil. Stavba zámeckého kostela začala v roce 1588 a původně šlo o evangelickou modlitebnu zasvěcenou sv. Matoušovi. Rekonstrukce na zámecký kostel Nanebevzetí Panny Marie začala v roce 1629, k vysvěcení kostela a jeho předání mnichům Pavlánům došlo 19. srpna 1641. Ty přivedl do Brtnice hrabě Rombald XIII. z Itálie a založil pro ně také klášter, který v roce 1727 vyhořel, takže byl dostavěn až po jeho smrti. Pavláni byli v Brtnici až do roku 1784, kdy byl klášter „vyzdvižen“ a přeměněn na továrnu. 

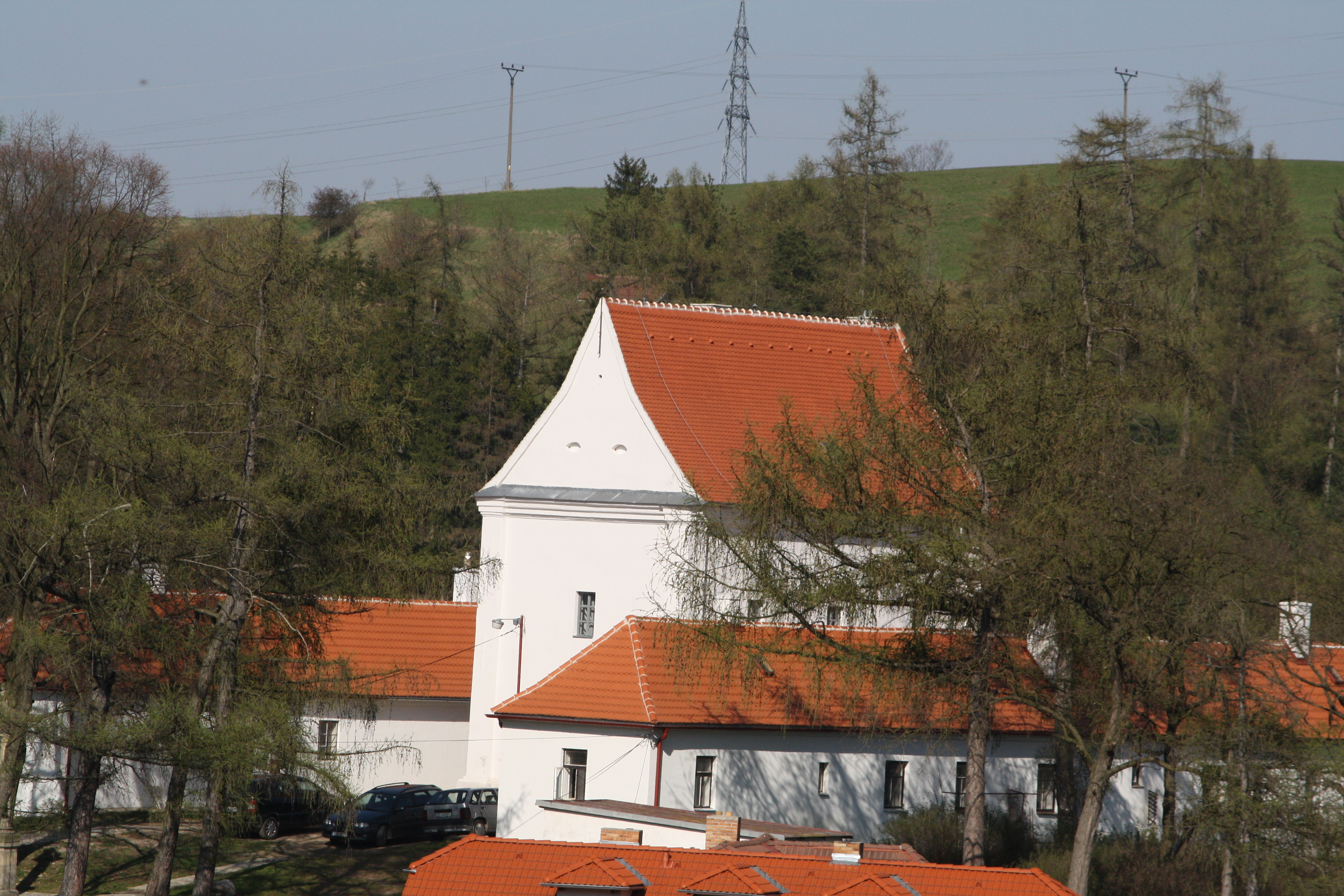
Kaple Panny Marie Pomocné

Kaple byla původně kostelem Panny Marie Pomocné, který založil roku 1672 Antonín František Collalto. Kostelík byl roce 1784 odsvěcen a přeměněn ve špitál, kterému sloužily i dvě přilehlé budovy. Po zrušení špitálu byl kostelík přeměněn na kapli a okolní domy na byty.
Jak už bylo několikrát řečeno, významnou částí brtnického obyvatelstva byli Židé. Židovské osídlení existovalo v Brtnici údajně už ve 14. stol., spolehlivě doložené je však až od poloviny 17. stol. Od konce 18. do poloviny 19. stol. zde smělo bydlet 61 povolených židovských rodin. Roku 1834 tu žilo 418 osob židovského vyznání (12 % obyvatel), maximum 540 osob v roce 1857. Roku 1900 už jen 123 osob (4 %), v roce 1930 pouze 33 osob (1 %). Malé ghetto se synagogou za severní stranou náměstí existovalo už v 1. polovině 17. století, zbořeno bylo v letech 1987–88. V 18. a v 1. polovině 19. stol. přibývaly další židovské domy západně a severním směrem odtud v oblasti „Za špitálem“. Nová synagoga v původním ghettu za severní stranou náměstí byla postavena v 17. století a zvětšena roku 1888. Bohoslužby se v ní konaly do druhé světové války, zbořena byla roku 1988. První židovský hřbitov se patrně nacházel na severní stráni za kaplí Panny Marie Pomocné, na prvním poli na levé straně. Tuto domněnku podpírá okolnost, že na prvním poli vlevo za kaplí byla nalezena kostra se zbytkem židovského pohřebního roucha. Na příkaz vrchnosti byl však před rokem 1600 zrušen, takže nový hřbitov vznikl ve druhé polovině 19. století po pravé straně silnice na Panskou Lhotu, kde se pohřbívalo až do druhé světové války.
Podle Sčítání lidu, domů a bytů 2011 se 186 (tedy 32,44 %) obyvatel Brtnice a pod ní spadajících obcí zapsalo jako bez vyznání, 1 945 (53,2 %) jako věřící a 525 (14,36 %) se k otázce nevyjádřilo. Z tohoto počtu se drtivá většina, 1 808 věřících, přihlásila k římskokatolické církvi. Druhou nejzastoupenější církví je Českobratrská církev evangelická, k níž se přihlásilo 55 obyvatel. Poté následují Svědkové Jehovovi (10 obyvatel), Církev československá husitská s 8 věřícími a Slezská církev evangelická augsburského vyznání s jedním člověkem.
V obci byla rovněž roku 2025 vysvěcena nová pravoslavná kaple, kterou zřídil vlastním nákladem na svém soukromém pozemku jihlavský občan, jenž byl při obřadu zároveň ustanoven za místního duchovního.

## Obecní správa a politika

### Členění města
Město má 10 místních částí – Brtnice, Dolní Smrčné, Jestřebí (k. ú. Jestřebí u Brtnice), Komárovice (k. ú. Komárovice u Jihlavy), Malé (ležící v k. ú. Panská Lhota), Panská Lhota, Přímělkov, Příseka, Střížov a Uhřínovice (k. ú. Uhřínovice u Jihlavy).

### Zastupitelstvo a starosta
Samosprávu města Brtnice tvoří starosta, místostarosta, rada města a zastupitelstvo, pod které patří 2 výbory zastupitelstva města a 7 komisí rady města. Starostou je od roku 2022 Ing. Jan Přibyl a místostarostkou PhDr. Mgr. Vlasta Kolmanová, zastupitelstvo města tvoří 21 lidí. V rámci zastupitelstva v Brtnici působí i městská rada. Veřejnou správu zajišťuje městský úřad. Do roku 1990 bylo vedení města v rukou místního národního výboru a úřad starosty města tak byl nazván „předseda národního výboru“. Prvním starostou Brtnice byl v roce 1850 zvolen hostinský Josef Kment.

### Znak a vlajka

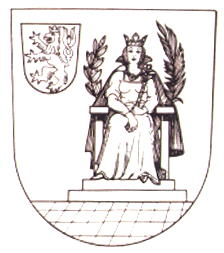
První znak Brtnice

Prvním znakem, který se používal hlavně jako gotická pečeť, byla trůnící královna (zřejmě zakladatelka tišnovského kláštera Konstancie) se štítkem s českým lvem. Současný znak a prapor města navrhl heraldik Jiří Louda v roce 1977, oficiálního schválení se ovšem dočkal až po projednání místním zastupitelstvem 6. října 1999. Samotný znak je horizontálně rozdělen na dvě poloviny, zlato-modře dělená horní část s dvojicí přivrácených lvů opačných barev s červenou zbrojí byla převzata z erbu Valdštejnů. Lvi mezi sebou drží symbol kožedělného průmyslu – červenou useň. V dolním modrém poli je nad stříbrno-modře třikrát vlnitě dělenou patou k dělicí linii přiléhající stříbrný most se dvěma oblouky, připomínka tzv. Židovského mostu přes řeku Brtnici.

## Doprava a hospodářství

### Hospodářství
Od svého vzniku až do současnosti je dominantní sférou hospodaření v Brtnici zemědělství. Během staletí se objevilo mnoho pokusů o zavedení rozsáhlé řemeslné výroby nebo později průmyslu, ale žádný neměl delšího trvání. Důvodů bylo několik, od naprosté absence kovů a přírodních zdrojů všeobecně, přes nevyhovující podnebí až po neexistující železniční spojení a odpor vrchnosti. Obchod a zejména řemeslná výroba zde existovaly, ale jednalo se o podniky obecního nebo lokálního významu. Patřili sem bednáři, tkalci, kováři, tesaři, řezníci, koželuzi, pekaři, mlynáři a mnoho dalších. Za zmínku stojí jedna výjimka, soukenictví. Soukeníci dostali privilegium od hraběte Claudia III. již v roce 1656, jímž se jim poskytla zvláštní vrchnostenská ochrana. V polovině 18. století hrabě Collalto údajně povolal do Brtnice holandského soukeníka jako pokus rozšířit výrobu na jemná sukna. I přes tento pravděpodobný neúspěch se počet soukeníků stále zvyšoval, v první polovině 19. století však nastal úpadek, protože drobná výroba nestačila konkurovat továrním podnikům a pro soukenickou továrnu nebyly v Brtnici podmínky. V druhé polovině 19. století tento obor v Brtnici definitivně zanikl.
I po vzniku Československé republiky bylo pro Brtnici a přilehlé obce stále typické drobné a nanejvýš středně velké výrobní podnikání. Patřily sem pivovar, brusírna, pletárna, lihovar, několik jircháren, mlýn, truhlářství, koželužna a další. Všechny tyto firmy nejpozději do roku 1948 zanikly, jedinou výjimkou bylo kožešnictví. Snaha Brtnice jako pobočný závod Snahy Jihlava vznikl v roce 1950 na levém břehu řeky Brtnice v místě bývalé koželužny firmy Figar-Mareš směrem na Bransouze. Rozšiřování výroby vedlo v roce 1961 ke stavbě provozní haly a o dva roky později převzala Snaha dům č. 259 na náměstí, kde zřídila dílny a prodejnu. Tato výroba zde vydržela až do současnosti, ale kvůli otevření trhu po roce 1989 se výrazně snížila poptávka a nynější výrobní kapacity jsou již jen zlomkem bývalé slávy.

### Doprava
Brtnice několikrát usilovala o napojení na železniční síť. Už v roce 1870 s udělením koncese na stavbu tratě z Rosic do Jihlavy pověřil obecní výbor starostu vyjednáváním, aby trasa vedla přes Brtnici. Obec se zavázala dát na stavbu zdarma pozemky a kámen. I přes prosbu z roku 1871 k císaři, k ministrovi obchodu a živnostenské komoře v Brně byly snahy neúspěšné. Pravděpodobně značnou roli zde sehrál zamítavý postoj hraběte Collalta, který se proti železnici postavil z obavy, že by železničním spojením s Jihlavou ztratil levnou pracovní sílu. Nepomohla ani pozdější jednání při projektované stavbě transverzální dráhy Okříšky – Kněžice – Brtnice – Jihlava, která nebyla nikdy realizována. Město spojují s okolím především tři silnice 2. třídy. Č. 403 mezi Brtnicí a Bransouzemi pokračuje dále ještě přes Jestřebí a napojuje se na č. 402. Z této komunikace odbočují silnice 3. třídy do Kněžic (4025), Malého (4034) a Panské Lhoty (4033). Těsně za městem začíná č. 404 spojující Brtnici a Luka nad Jihlavou procházející také Komárovicemi a Svatoslaví. Nejdůležitější a nejfrekventovanější je silnice č. 405 spojující Jihlavu a Třebíč. Tato komunikace spojuje dvě největší města v kraji Vysočina a od roku 2006 se průběžně v jednotlivých etapách rekonstruuje. První část, úsek Jihlava-Příseka v ceně 180 milionů korun, byl předán do užívání v létě 2007. Celkové náklady mají dosáhnout 1,75 miliardy korun, nicméně o konečné podobě některých problematických úseků stále nebylo rozhodnuto. Jde především o obchvaty Okříšek a zejména Brtnice: původní návrh počítal s průtahem městem, což se nelíbilo části místních občanů, kteří upřednostňují obchvat. Tato varianta by nicméně byla finančně velmi nákladná a konečné rozhodnutí bylo odloženo na neurčito. V roce 2017 došlo k opravám silnice v úseku v Brtnici. Dopravní obslužnost zajišťuje autobusový dopravce ICOM Transport Jihlava. Hlavními cíli jsou téměř výhradně Jihlava a Třebíč a obce ležící na těchto trasách, v malé míře potom Třešť, Praha, Znojmo a okolní obce.
V roce 2025 se předpokládá stavba obchvatu města. Stavba obchvatu začala v listopadu roku 2024, údolí nad městysem překlene vysoký most. Obchvat bude celkem 3,8 kilometru dlouhý, jeho součástí bude opěrná zeď, sjezdy a tři mosty. Stavba by měla být dokončena v roce 2027.

## Společnost

### Školství
První školní vyučování zřídil v letech 1535 nebo 1536 Burian z Valdštejnů na místní faře, protože sám byl vzdělaný, hlavně v hudbě a literatuře. První školní budova vznikla ze zabaveného gruntu Tomeše Mrazů (dnes dům č.53 naproti faře) před rokem 1585 a inspekci nad ní převzal kněz Matyáš Chytreus. V roce 1792 byla kaple sv. Jana Nepomuckého na Horním městě zbourána a na jejím místě postavena nová školní budova. Vyučovalo se v němčině a češtině. V roce 1887 rozhodl obecní výbor o přestavbě školní budovy. Původní zdivo školy bylo opraveno a budova navýšena o jedno poschodí. Touto přestavbou v ní mohlo být 7 učeben, 2 byty pro mladší učitele a kabinet se sborovnou. V roce 1900 se po dlouhém vyjednávání podařilo zahájit vyučování v nově zřízené Průmyslové pokračovací škole. Ta byla spojena s národní školou a skládala se z přípravného kurzu a dvou ročníků. Tato škola byla zrušena až těsně před okupací. 16. září 1908 byla otevřena první třída měšťanské školy (dnes Dům s pečovatelskou službou č. 203) a svému účelu sloužila až do roku 1984. V červnu 1981 došlo k položení základního kamene nové školy v místní části Nová čtvrť a slavnostní otevření se uskutečnilo 30. srpna 1984. Od té doby škola stále slouží svému účelu, jedinou zásadní rekonstrukcí včetně zateplení a výměny oken prošla v roce 2010.
Dne 1. září 1979 vzniklo v Brtnici odloučené pracoviště střediska odborného učiliště Polná pro obor kožešnictví. K dalšímu rozšíření byla využita budova staré školy v čísle 203, kde se vyučovala praktická výuka. S postupným útlumem kožedělného průmyslu v Brtnici po roce 1989 došlo k zániku i této školy.

### Kultura a spolky
Nepočítáme-li pořádání pravidelných trhů jako svým způsobem společenské akce, tak k jejich rozvoji a zakládání místních spolků došlo až v době národního obrození. Postupem času vznikly pěvecký spolek Sušil, čtenářský Svatopluk, Brtnický divadelní spolek, Knihovní a zábavný spolek a Včelařský spolek v Brtnici. Jako nejstarší jednotka v Jihlavském okrese a jako jedna z prvních na Moravě vůbec vznikl již v roce 1874 Sbor dobrovolných hasičů v Brtnici. V témže roce obecní výbor schválil Hasičský pořádek a na náměstí byla postavena hasičská zbrojnice
V současnosti slouží k pořádání kulturních akcí a společenskému vyžití občanů několik budov, především ale Společensko-kulturní centrum na kraji náměstí. Špatný technický stav budovy a řádění orkánu Kyril si vynutilo rekonstrukci spolufinancovanou Evropskou unií v letech 2008–2010. Slavnostní otevření centra proběhlo 20. srpna 2010, konají se zde konference, přednášky, zábavy, plesy, divadelní vystoupení a další společenské akce. Dalšími využívanými prostory pro kulturu jsou budova bývalého kina (divadelní představení a besedy), stodola v Muzeu Josefa Hoffmanna, Dům Valdštejnů naproti kostelu a také Brtnický zámek. Na něm se nepravidelně, přibližně každý druhý rok v červenci konají Brtnické kovadliny, mezinárodní setkání uměleckých kovářů. Každý rok poslední víkend v srpnu patří tradiční pouti, jejíž součásti je nepravidelně pořádaný historický průvod. V rámci něj probíhá celá řada kulturních akcí, výstav, koncertů, mše v kostele nebo morový průvod k soše sv. Rocha. 28. října je Dnem pro starou Brtnici, pro návštěvníky jsou připraveny výstavy, hudební vystoupení, promítání filmů o Brtnici a řemeslný jarmark.
Zásluhou především studentů a doktora Tomáše Peňáze vznikl v Brtnici v roce 1897 Knihovní a zábavní spolek, jeho účelem byla péče o knihovnu a pořádání zábav. V roce 1920 odkoupila knihovnu od spolku obec za 6000 Kč, a tím byl položen základ obecní knihovny. Ve třicátých letech měla knihovna na 1400 svazků a 239 registrovaných čtenářů. Po druhé světové válce se lidová knihovna přesunula do budovy Místního národního výboru a v roce 1959 do Osvětového domu, kde byla otevřena také čítárna. V roce 1968 nastává další stěhování, tentokrát na náměstí do Hoffmannova domu, v němž je knihovně vyhrazena jedna místnost v prvním patře. Postupem času se nabídka knih rozšiřuje až na devět tisíc svazků. Špatný technický stav budovy vedl v roce 1998 k vytvoření projektu rekonstrukce rodného domu Josefa Hoffmanna. Po jejím provedení se městská knihovna usídlila v přízemí, v bývalém hospodářském traktu. Od roku 2005 je knihovna plně automatizovaná v systému LANius.
V roce 1984 zde natočil režisér Jiří Krejčík část svého filmu Prodavač humoru.

### Sport
Když byla v Brtnici roku 1896 založena Jednota katolických tovaryšů, vzešla ze studentských řad kolem Knihovního a zábavního spolku myšlenka na založení Sokola. K její realizaci došlo hned v roce 1897 za pomoci Sokolů z Třebíče a Jihlavy. Sokol měl své spolkové místnosti v hostinci Arnošta Káby, odkud však byl vypovězen. Podařilo se mu však zakoupit od továrníka Löwyho za 80 000 Kč továrnu na obuv a po přebudování ji při okrskovém veřejném cvičení 6. června 1926 otevřít jako novou sokolovnu. V roce 1922 se podařilo založit v Brtnici Orel a v polovině 30. let vznikl Sportovní klub Brtnice pod předsednictvím Hynka Tůny. Roku 1938 si Sportovní klub zbudoval vlastní hřiště, hrála se kopaná a házená a každým rokem se pořádal kulturní a sportovní den s průvodem. Dělnická tělocvičná jednota byla obnovena v roce 1937, původně byla založena 30. listopadu 1919. Byl také zřízen fotbalový klub Rudá hvězda, který ovšem působil hlavně v kulturní oblasti a jeho činnost byla celostátně zastavena roku 1933. Roku 1935 byl založen chlapecký oddíl skautů-junáků a roku 1936 i dívčí oddíl. Oba oddíly měly roku 1937 celkem 82 členů a provozovaly tábornictví, turistiku, a poznávaly přírodu. Starostou brtnického skautského oddílu byl hrabě Oktavian Collalto (1906-1973), jehož dcera Alexandra (1930-1996) a syn Freddy (Manfred 1932-2004) se stali taktéž nejmladšími členy oddílu. Všechny tyto organizace byly po vytvoření protektorátu v roce 1939 zrušeny.
V době komunistického režimu existoval pouze Sokol, jehož další rozvoj nastal až na začátku 70. let, kdy měl zhruba 350 členů. Pořádaly se fotbalové a hokejové turnaje, místní spartakiády a kromě toho existovaly také oddíly volejbalu a stolního tenisu. Poslední rozšíření prostor probíhalo od roku 1989. Hlavní budova byla rekonstruována a rozšířena, nově se v ní nachází ubytovna a restaurace. Původně hliněné hřiště dostalo trvalé dřevěné mantinely a betonový povrch, před hlavní budovou vzniklo antukové hřiště se dvěma tenisovými kurty, jedním volejbalovým a jedním nohejbalovým. Malé venkovní hřiště s umělým povrchem stojí vedle tenisových kurtů a zhruba o sto metrů dál fotbalové hřiště na místě bývalé skládky. Stavba nového Sportovního zařízení volnočasových aktivit vedle fotbalového hřiště v ceně téměř 10 milionů korun začala v červnu 2009. Cílem projektu bylo vybudování vyhovujícího zázemí sportovních oddílů na místo bývalých UNIMO buněk, které byly jen dočasným řešením a vlivem času se staly z hlediska kvality občanské vybavenosti nevyhovující. Stavba byla předána k užívání 25. června 2010. V zimních měsících je u prostředního rybníka v soustavě Fluska k dispozici také lyžařský vlek v délce 360 metrů s bufetem, parkovištěm, dráhou pro snowboard a umělým zasněžováním.

## Turistika
Dobrým výchozím bodem pro poznávání Brtnice a okolí může být Informační centrum Brtnice nacházející se na náměstí Svobody v Domě Valdštejnů č. 74, který má otevřeno od června do září. Kromě informací zde lze zakoupit informační materiály, suvenýry a knihy vztahující se k Brtnici, nebo využít připojení k internetu. K ubytování a občerstvení je možné využít místní soukromé podniky.
Přes Brtnici nebo jejím okolí vedou čtyři značené turistické stezky a dvě cyklotrasy: Modrá stezka vede z Číchova přes rekreační středisko na Jalovci a přes Radonín do Brtnice. Odtud pokračuje přírodovědně vzácným údolím řeky Brtnice, které opustí za zříceninou hradu Rokštejn a pokračuje do Dolního Smrčného a dále. Žlutá stezka vede přes Sokolíčko u Stonařova, Brtnický vrch, Brtnici, kolem vrchu Malín lesem do Bransouz. Zelená stezka vede do Nové Brtnice přes Černé lesy, kolem vrchu Malín do Panské Lhoty, přes Rokštejn a pak údolím řeky Brtnice téměř až k jejímu soutoku s řekou Jihlavou a končí v Přímělkově u zastávky. Červená stezka se oblasti jen dotýká, vede údolím řeky Jihlavy z Jihlavy do Třebíče.
Cyklotrasa číslo 162 vede z Jihlavy do Třebíče jako součást dálkové trasy Jihlava – Český Těšín. Vede z Luk nad Jihlavou přes Svatoslav a Střížov. Na rovince za Přímělkovem odbočuje vpravo a přetíná údolí řeky Brtnice, probíhá Panskou Lhotou a vede přes Dolní Smrčné do Bransouz a dále do Třebíče. Cyklotrasa číslo 5111 odbočuje v Číchově z trasy číslo 162 a velkým obloukem se na ní v Přibyslavicích zase vrací. Celkem je dlouhá 25 km a přibližně polovina trasy vede po polních a lesních cestách. Z Číchova vede přes Radonín, Černé lesy, Brtnici, Brtnický vrch, Jestřebí, Aleje, Opatov, Heraltice a Okříšky do již zmíněných Přibyslavic.

## Pamětihodnosti

### Brtnický zámek
Brtnický zámek je dominantní stavbou města. Původně gotický hrad založili Valdštejnové kolem roku 1430 místo zbořeného a nefunkčního Rokštejna. Svou současnou podobu se třemi nádvořími dostal v období renesance. Po Bílé hoře se stal majetkem italského rodu Collaltů, kteří pokračovali v jeho úpravách. 3. dubna 1958 byl prohlášen kulturní památkou, ale již v té době nebyl využíván a chátral. Tato situace i kvůli nevyjasněným majetkovým vztahům pokračovala po roce 1989 a zámek je v současnosti v havarijním stavu.

### Rodný dům Josefa Hoffmanna

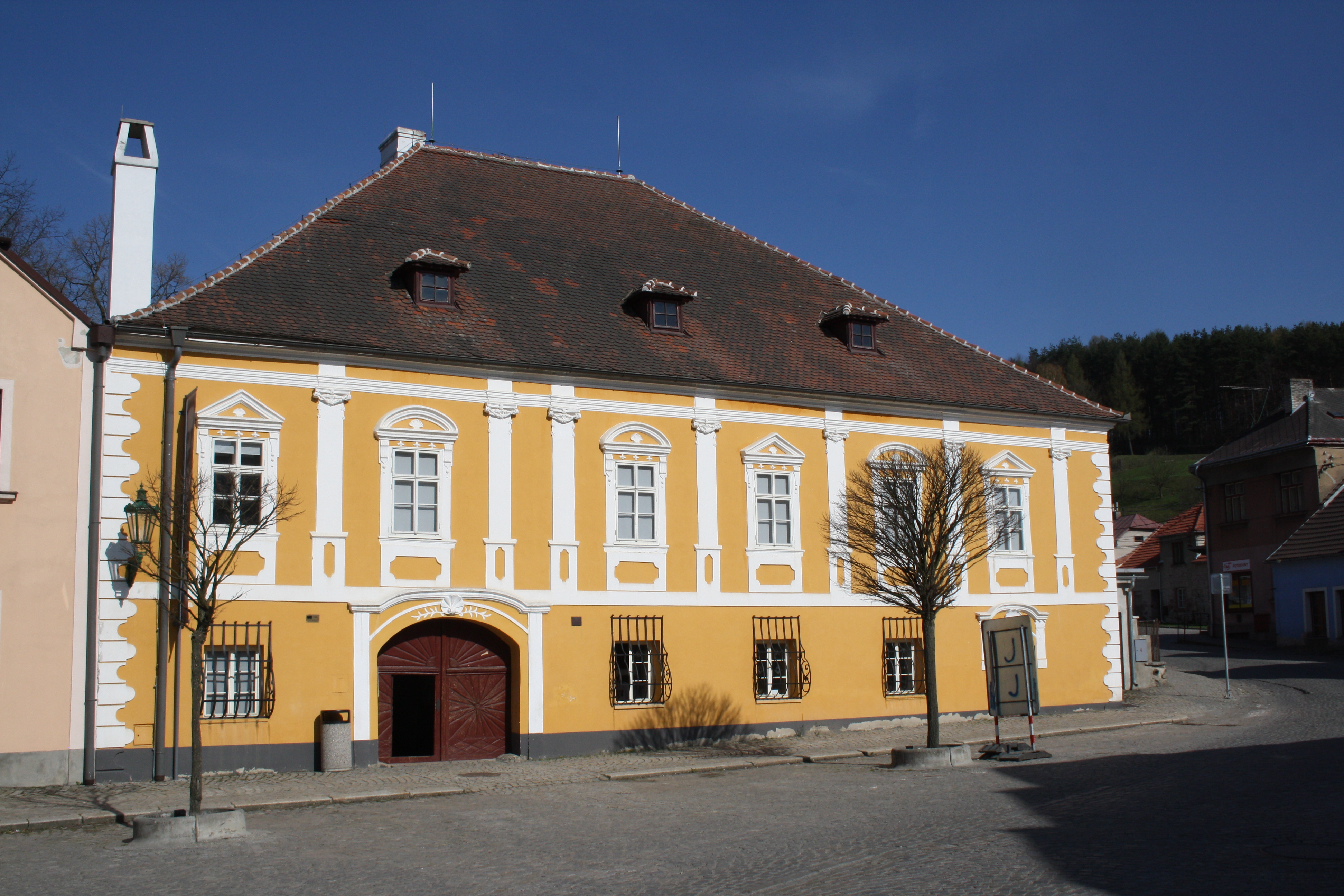
Rodný dům Josefa Hoffmanna z čelního pohledu

Dům, ve kterém se v roce 1870 narodil architekt Josef Hoffmann. Stavba nejspíš vznikla spojením dvou menších domů. Pozdně gotické jádro je patrné dodnes, po požáru v roce 1760 byly oba domy sjednoceny barokní přestavbou. Poslední rekonstrukce proběhla v roce 2003 a v domě bylo zřízeno Muzeum Josefa Hoffmanna: podle dobových fotografií byla v přízemí zařízena architektova pracovna. Rekonstruována byla také stodola v zadní části komplexu, ve které se konají kulturní akce a výstavy. Knihovna původně sídlící v prvním patře byla přesunuta do nové části domu.

### Kaple Panny Marie Pomocné (Pasovské)
Kaple byla postavena na kopci proti zámku v letech 1672–1673 hrabětem Antonínem Františkem z Collalta jako poděkování za uzdravení. Původně byla obklopena čtvercem ohradních zdí se čtyřmi kapličkami v rozích. Kaple byla zrušena roku 1784 a dnes slouží jako byt. Na přelomu 18. a 19. století byla zbourána zeď i všechny kapličky a podél kaple vznikly dva dlouhé domy, které sloužily jako špitály.

### Radnice
Radnice na horní části náměstí Svobody byla zbudována v roce 1580. Původně renesanční stavba měla vysoký atikový štít a věž. Ta byla po požáru v roce 1760 zrušena a do dnešní doby z ní zbyla věžice se zvonkem. Při poslední rekonstrukci z let 2003–2005 byly opraveny krovy, střešní krytina byla nahrazena šindelem a byl obnoven původní vstup z mázhauzu do prvního patra. Uvnitř se v přízemí vlevo nachází zrekonstruovaná restaurace, vzadu dvorní trakt a vpravo administrativní prostory města.

### Paulánský klášter s kostelem blahoslavené Juliány z Collalta
Zámecký kostel stavěli Valdštejnové na konci 16. století jako evangelickou modlitebnu zasvěcenou svatému Matoušovi. Původní goticko-renesanční podobu kostela se rozhodl změnit Rombald Collalto, nakonec byla jednolodní stavba doplněna dvěma bočními kaplemi do podoby řeckého kříže. Po smrti Rombalda se kontroly prací ujala jeho manželka Blanka Polyxena a po dokončení v roce 1641 ji zasvětila Nanebevzetí Panny Marie.
Bývalý paulánský klášter založil Rombaldo Collalto během třicetileté války v roce 1626. Stavba samotná začala až za jeho syna Claudia v roce 1639 dole ve městě, avšak pro špatné základy se stavba začal hroutit, a proto byla přenesena nahoru k zámeckému kostelu Nanebevzetí Panny Marie. Po zrušení v roce 1784 sloužil různým účelům, jeden čas zde byla i bavlnářská manufaktura, od rekonstrukce v roce 2002 se v něm nachází byty. Kostel byl v 19. století obnoven a benedikován blahoslavené Juliáně z Collalta.

### Kostel svatého Jakuba Většího
Kostel svatého Jakuba Většího stojí na místě bývalého gotického kostela zbořeného po požáru. Ten současný byl postaven v letech 1727–1747 a byl téměř zničen při dalším požáru v roce 1760, jeho obnova se pak protáhla až do roku 1784. Jde o jednolodní stavbu s věží a barokní výzdobou, barevné vitráže v oknech pochází z roku 1894. Nejcennější předměty, křtitelnice, ciborium a věčné světlo pochází ještě od Hynka Brtnického a jeho manželky, tedy přibližně z konce 16. století.

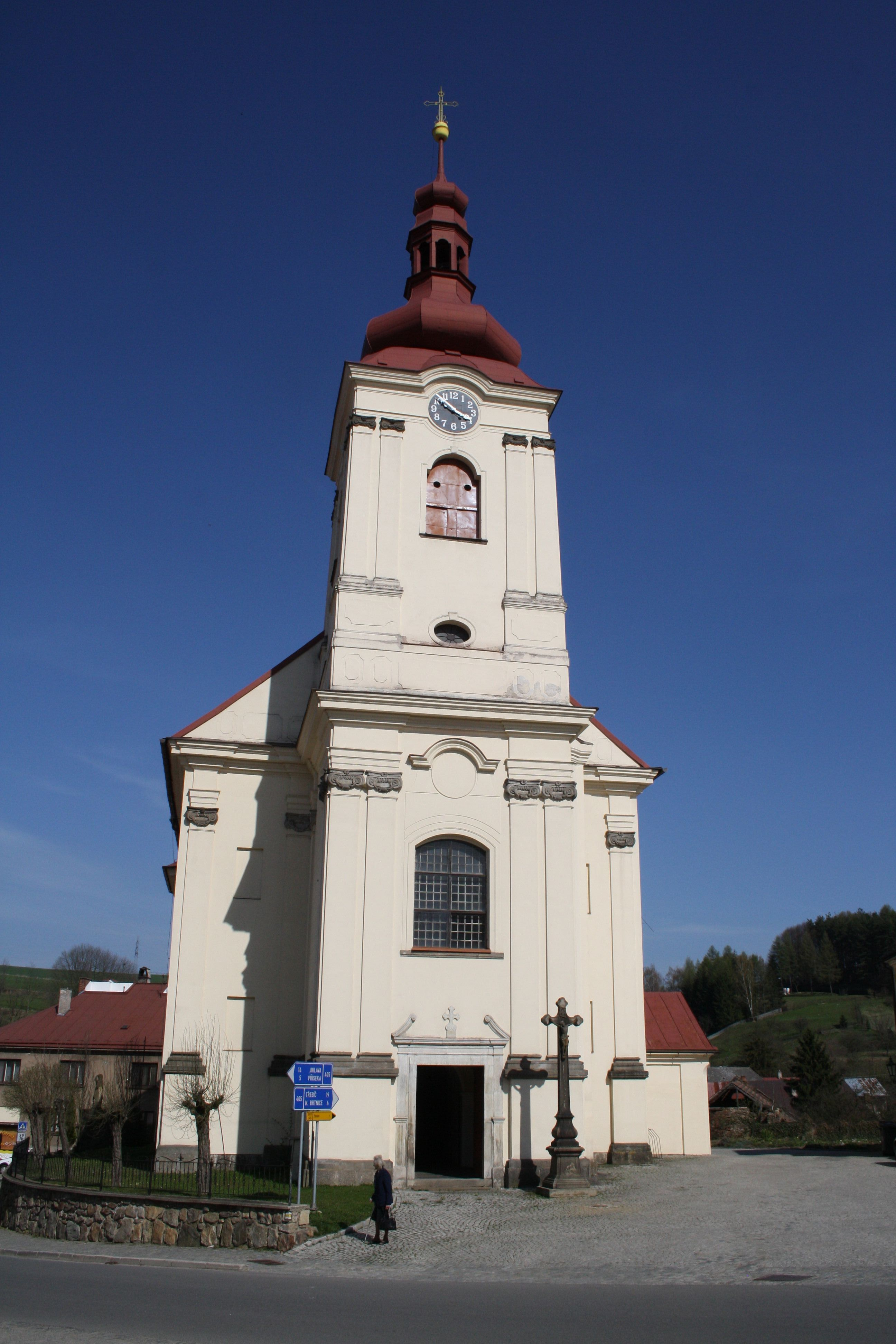
Kostel svatého Jakuba Většího z předního pohledu

### Kábův dům
Dům měl být postaven na místě, kde měl stát objekt paulánského kláštera. V tzv. Kábově domě na náměstí Svobody byl hostinec s hotelem U černého orla, po roce 1929 si objekt pronajali manželé Krutišovi z Opatova, ti pak provozovali podnik do roku 1950. Majitelé domu pak po roce 1948 o hotel přišli znárodněním a byli nuceni se odstěhovat. V době byl v přízemí hotel, restaurace a kuchyně, v patře byl taneční sál s jevištěm. V průjezdu pak byla i cukrářská provozovna, v objektu také byl byt cukráře a jeho dílna, byt rodiny Kábovy a byt rodiny Krutišovy, v patře pak byly tři byty zařízené jako apartmány. V roce 1945 po osvobození hotel obsadila ruská armáda, zřídila tam kanceláře a noclehárnu pro vojáky a ti pak hotel vyrabovali. Po roce 1945 však byl hotel znovu vybaven a v roec 1948 znárodněn. V objektu hotelu pak působila společnost Snaha, která zřídila kožedělnou výrobní dílnu. Po sametové revoluci byl hotel vrácen původním majitelům, ti jej pronajímají dále a je v něm v provozu malá restaurace. V domě probíhají výstavy.

### Další památky
- Hřbitov – horní a dolní
- Starý a nový židovský hřbitov

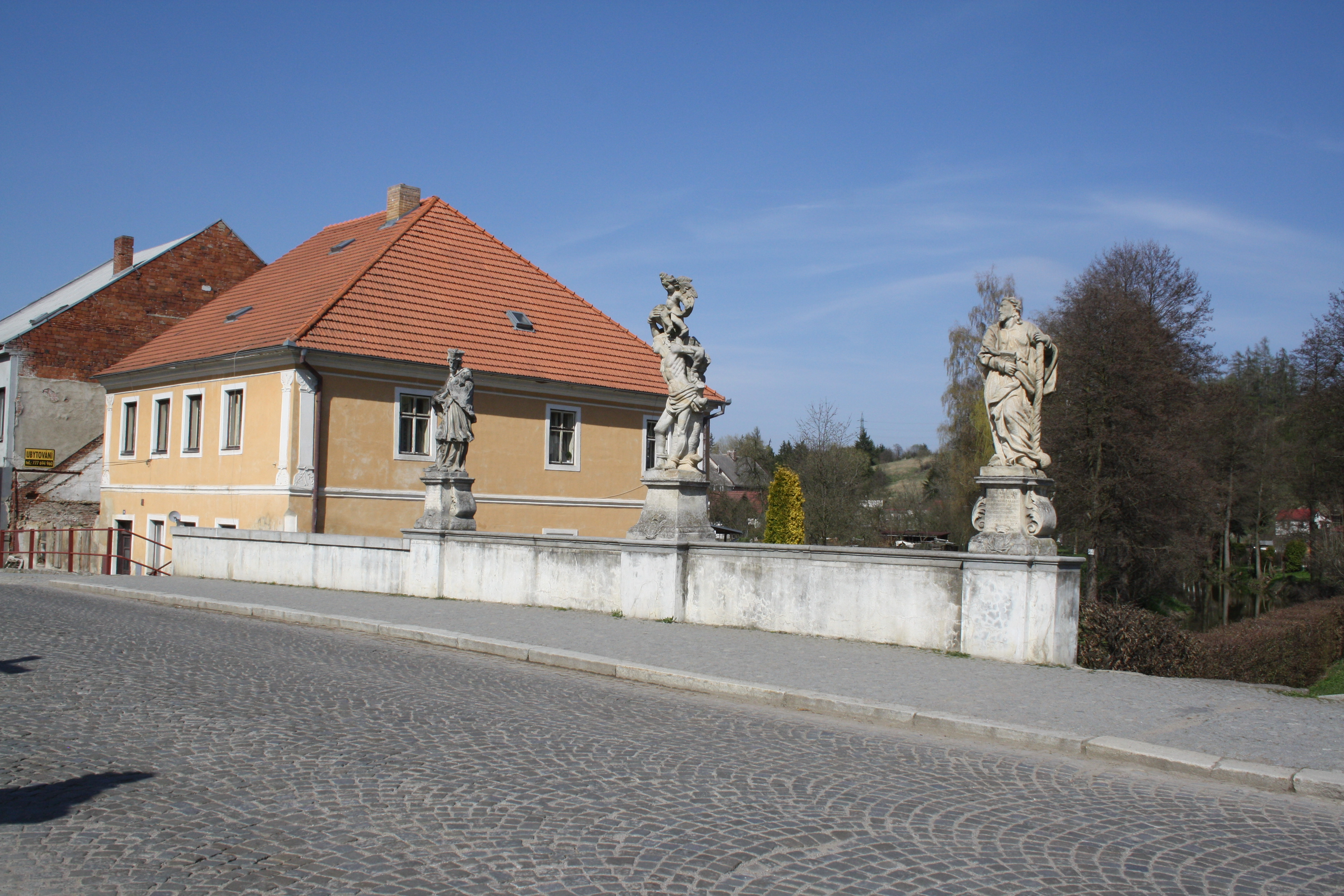
Židovský most v ulici Legionářská (dříve Židovská) směrem na Jihlavu.

- Výklenková kaplička svatého Františka Serafinského u rybníka
- Boží muka, na cestě směrem k Panské Lhotě
- Boží muka, cestou směrem na Stonařov
- Barokní sloupy s postavami světců (socha svatého Antonína u cesty do Stonařova; socha svatého Leopolda za městem; socha svatého Rocha; socha sv. Josefa; socha sv. Tomáše Aquinského; socha Madony)
- Židovský most pod zámkem na Legionářské ulici z počátku 18. století. Autorem soch je David Lipart.
- Barokní most z počátku 18. století naproti radnici[83]
- Renesanční cihlový most ze 16. století u zámku[84]
- Fara
- Dům Valdštejnů s muzejní expozicí
- Památník obětem první světové války
- Socha medvěda brtníka
- Hrad Rokštejn (cca 7,5 km od Brtnice) – poprvé je připomínán v roce 1289. Na pravém břehu řeky Brtnice stával tzv. dvojhrad a mohutná hranolová věž. Prošel několika rekonstrukcemi, poslední okolo roku 1400, ale během husitských válek byl pobořen a ponechán svému osudu.
- V roce 2016 byla mezi památky zapsána i Panská sýpka, v roce 2021 byl pod budovou sýpky při vykopávkách nalezen mramorový erb Anny Krajčířové z Krajku z roku 1570. Jde o velmi vzácný nález.[85]

## Osobnosti
- Ješek z Brtnice byl šlechtic
- Josef Hoffmann (1870 Brtnice – 1956 Vídeň) byl secesní architekt a designér nábytku, látek a ozdobných předmětů, který působil ve Vídni.
- David Lipart (?–1720) působil v Brtnici počátkem 18. století. Je autorem soch na mostě v Legionářské ulici (1715–1718), autorství soch na mostě na náměstí není doložené, ale je velmi pravděpodobné. Ve farním kostele se nachází jeho sousoší Pieta (1718) a socha Anděla Strážce (1715). Mimo Brtnici je jeho nejznámější práce na Mariánském sloupu v Telči (1716–1720).[86]
- Silvestr Weltz (1709–1774), kapelník a hudební skladatel
- Matěj Procházka (4. února 1811 – 26. listopadu 1889) vystudoval v Brně teologii a filozofii, učil na německém gymnáziu v Brně náboženství a češtinu. Pracoval také jako básník, překladatel a autor učebnic, byl spoluzakladatelem nakladatelství Dědictví sv. Cyrila a Metoděje.[87]
- Alois Josef Pátek (1850–1927), působil v Brtnici jako učitel mezi roky 1880–1898. Roku 1887 napsal monografii „Brtnice Trhová a zboží brtnické“, první topografický popis Brtnice a brtnického panství a jeho dějiny. Založil ochotnický spolek, dvakrát stál v čele školy, v roce 1984 byl zvolen do obecního zastupitelstva. Pro vlastenecké smýšlení byl přeložen do Luk nad Jihlavou.[87]
- Alois Karel Hoffmann (8. listopadu 1886 – 22. ledna 1935), bratranec architekta Josefa Hoffmana. Působil v obecní samosprávě a místních spolcích, roku 1925 založil tradici historického „morového“ průvodu jako vzpomínku na morovou epidemii z roku 1715. V roce 1926 začal vydávat časopis Brtnický kraj, knihu „Městys Brtnice na Moravě“ vydal roku 1925.[87]
- Alois Toufar (28. dubna 1919 – 17. listopadu 1978), od roku 1945 působil v Brtnici jako učitel. Založil výtvarný kroužek „Brtnické děti“, který dosáhl mnoha úspěchu doma i v zahraničí. Později působil jako pedagog v Jihlavě, Třebíči a Boskovicích.[87]
- Gustav Haloun (1898 Brtnice – 1951 Cambridge), sinolog, profesor na UK v Praze a v Cambridge
- Jan Trojan (1926–2015), muzikolog, redaktor a pedagog
- Hermann ze Solms-Hohensolms-Lich (1838–1899), německý šlechtic
- Josef Veselý (1827–1887), duchovní v Babicích

## Partnerská města
- Orpund, Švýcarsko